# Герб Стегниківців
Герб Стегниківців — офіційний символ села Стегниківці Тернопільського району Тернопільської області, в Україні. Затверджений 21 грудня 2017 р. рішенням сесії сільської ради.
Автори — В. Напиткін, С. Ткачов, К. Богатов.

## Опис
В синьому щиті з зеленої бази виходить золотий мурований міст з двома арками. В першій срібна шестипроменева зірка, супроводжувана вгорі половиною дуги, завершеної стрілою, внизу півмісяцем в балку ріжками догори. В другій срібний семираменний хрест. Щит вписаний в декоративний картуш і увінчаний золотою сільською короною. Унизу картуша написи «СТЕГНИКІВЦІ» і «1463». 
Залізничний міст — місцева архітектурна пам'ятка. Срібні зірка, острога і півмісяць — символ Острозьких, семираменний хрест — Потоцьких. Корона означає статус населеного пункту.